# Egill Jacobsen
Pour les articles homonymes, voir Jacobsen.
Egill Jacobsen (16 décembre 1910, Copenhague - 21 avril 1998, Copenhague) est un peintre danois surréaliste qui a participé au mouvement CoBrA.

## Biographie
Il est animateur du mouvement GAS en 1937. Membre actif des groupes de peintres danois Linien (la Ligne, 1934-39)  et Høst (la Récolte, 1934-50), il a ensuite fait partie du CoBrA entre 1948 et 1951 aux côtés d'Asger Jorn, Ejler Bille, Carl-Henning Pedersen ou encore Henry Heerup. En 1959, il devient professeur de faculté à l'Académie royale des beaux-arts du Danemark à Copenhague.

## Œuvres
Egill Jacobsen a peint différents sujets souvent des objets comme des masques ou des médailles.
- L'Accumulation (Ophobning), 1938
- Eckersberg Medaillen, 1959
- Thorvaldsen Medaillen, 1969.

On trouve ses œuvres exposées notamment :
- au Musée d'art moderne Louisiana à Humlebæk
- au Statens Museum for Kunst à Copenhague
- au Cobra Museum à Amstelveen.

## Récompenses
- Médaille Eckersberg